# Abū Ayyūb al-Anṣārī
Abū Ayyūb al-Anṣārī (Yathrib, 576 circa – vicinanze di Costantinopoli, 672 circa) è stato un Compagno del profeta Maometto.
Appartenente al clan dei Banu Najjar, dei Banu Khazraj (con cui Maometto era imparentato), e quindi deduttivamente di originaria fede ebraica, la sua fama è legata alla sua qualità di tradizionista e divulgatore di un gran numero di ʾaḥādīth che riguardano il Profeta e all'assoluta devozione nei confronti di quest'ultimo.
Abū Ayyūb fu uno dei primi convertiti. Partecipò alla Seconda ʿAqaba e quando nel 622, anno dell'Egira, Maometto giunse a Qubāʾ, fu il primo a offrirgli ospitalità nella propria abitazione. Maometto rimase nella sua casa circa sette mesi, fino al termine della costruzione dell'abitazione e della contigua prima moschea che l'Islam abbia mai avuto, all'interno della quale il profeta è sepolto, con accanto i due primi Califfi.
La figura di Abū Ayyūb al-Anṣārī compare anche nella storia di Safiyya bt. Huyyay b. Akhtab, una donna ebrea catturata dalle truppe di Muḥammad durante l'assedio di Khaybar e portata al Profeta come parte del bottino. Quando Maometto sposò Safiyya e trascorse con lei la prima notte, Abū Ayyūb al-Anṣārī non perse mai di vista la loro tenda. Alle prime ore della notte Maometto vide Abū Ayyūb camminare avanti e indietro e gli chiese cosa significasse quel suo vigilare. Rispose: "Ho avuto paura per te con questa giovane donna. Hai ucciso suo padre, suo marito e molti suoi parenti, e sino a poco tempo prima era una miscredente. Avevo davvero paura per te a causa di quella donna".
Partecipò ai vari fatti d'arme, da Badr, Uḥud, al-Khandak, agli altri scontri di minore rilevanza.
Prese parte con ʿAmr b. al-ʿĀṣ alla conquista dell'Egitto. Successivamente, ʿAlī propose ad Abū Ayyūb al-Anṣārī la carica di governatore ma egli rifiutò per raggiungere i musulmani in Iraq. Una volta giunto in Iraq, partecipò a tutte le battaglie organizzate da ʿAlī.
Durante il regno di Muʿāwiya partecipò all'irruzione contro Cipro.
Nel corso del 672, secondo le fonti islamiche vi fu un attacco contro Costantinopoli, condotto dal figlio di Mu'āwiya, Yazīd I, al quale Abū Ayyūb partecipò nonostante l'avanzata età. 

Dopo un breve periodo egli si ammalò gravemente per una crisi di dissenteria, chiedendo ai suoi commilitoni di inumarlo ai piedi delle mura di Costantinopoli.
Nel 1458, dopo la conquista ottomana di Costantinopoli, una moschea fu fatta costruire in suo onore da Mehmed II Fatih, proprio lì dove era stato secoli prima seppellito. Da allora quella località, attualmente conosciuta come "Eyüp" (versione turca di Ayyub), è considerata sacra e molti ufficiali ottomani hanno richiesto di essere sepolti lì, anche perché all'interno della moschea il gran maestro della confraternita mistica della Mawlawiyya (Mevleviye in turco) cingeva con la spada ogni nuovo Sultano, sottolineando così la necessità del ghazi.